# Il sogno di don Chisciotte
Il sogno di don Chisciotte è un film muto italiano del 1915 diretto da Amleto Palermi.